# Radiologia digital

La radiologia digital permet l'emmagatzematge i la transferència de dades a través de xarxes informàtiques i la visualització d'imatges en la pantalla de l'ordinador.

La radiologia digital és el conjunt de tècniques per obtenir imatges radiologiques escanejades en format digital.
La radiologia digital s'utilitza en medicina humana i veterinària, odontologia, proves no destructives i de seguretat en que no cal tenir el suport en pel·lícula.

## Mètodes
La digitalització de la radiografia es pot fer:
- Per escaneig de la pel·lícula, a partir de la película tradicional (analògica) un cop revelada. Aquesta tècnica és important en el procés d'arxiu de fotografies existents.
- Per scaneig d'una Placa fotoestimulable de fòsfor reutilitzable que s'enregistra amb la imatge de la radiografia. Aquest sistema rep el nom de  'CR ".
- Utilitzant detectors sensibles exposats directament o indirecta als detectors de raigs X, com ara línies de díodes detectors, que operen sobre la base de les càmeres CCD o panells plans utilitzant sensors CMOS, oblies de silici amorf ( @- Si) o bé oblies de seleni amorf (@-Se). Generalment es coneix com a  "Panell sensor pla o DR" .

En fluoroscòpia, la digitalització s'ha de fer en temps real i per aquest motiu només el tercer mètode és possible. Aquests sistemes es troben principalment en equips d'intensificador de llum o bé en equips de Panell sensor pla.
Cada tècnica té les seves pròpies característiques i té avantatges i desavantatges. Els costos de fabricació, compra i ús són també molt variables.
En general, en comparació amb la radiologia de pel·lícula convencional, la radiologia digital permet:
- Eliminar els subministraments i productes químics;
- Obtenir una millor qualitat d'imatge gràcies a les possibilitats que ofereix el filtrat digital;
- Facilitar l'accés a més informació a causa d'una millor resolució de contrast (l'ull només pot veure al voltant de 200 nivells de gris es realitzen en les digitalitzacions entre 4000 (12 bits) i 65.000 (16 bits) nivells gris segons els dispositius, que es poden convertir en nivells accessibles a l'ull d'una forma optimitzada d'acord amb la informació que es desitja;
- Emmagatzemar i enviar informació a través de mitjans digitals;

## Teleradiologia
La radiologia digital permet que les aplicacions teleradiologia on l'examen mèdic d'interpretació és la distància (fins i tot en un altre país) des del lloc on es realitza. Aplicacions d'aquesta tecnologia es van dur a terme eficaçment en alguns hospitals dels Estats Units, on els radiòlegs, ubicats a l'Índia van fer la primera anàlisi de clixés a distància.